# Epistephium ellipticum
Epistephium ellipticum  é uma espécie de orquídea terrestre ereta, que existe da América Central ao norte do Brasil e Trinidad, onde  habitam campos limpos e cerrados, eventualmente monteses, e areais do litoral. Apresentam flores muito vistosas, entre as mais vistosas de toda subtribo Vanilleae, à qual estão subordinados. Suas flores nascem em sucessão, de racemos terminais, e duram ligeiramente mais que as de Cleistes.
Esta espécie pode ser reconhecida entre os Epistephium por apresentar porte muito menor que todas as outras, comparativamente raquítica, e por suas flores serem muito menores, em inflorescências curtas.
São plantas que raramente sobrevivem ao serem transplantadas devido aos danos sofridos pelas suas raízes e rizomas quebradiços. Plantas para uso comercial necessitam ser produzidas por meio de sementes. São mais indicadas para canteiros do que cultivo em vasos.